# Lorch (Rheingau)
Lorch (Rheingau) este o comună din landul Hessa, Germania.